# Temporada 1997-98 de los Minnesota Timberwolves
La temporada 1997-98 fue la novena de los Minnesota Timberwolves en la NBA. La temporada regular acabó con 45 victorias y 37 derrotas, ocupando el séptimo puesto de la conferencia Oeste, clasificándose para los playoffs, en los que cayeron en primera ronda ante los Seattle SuperSonics.

## Elecciones en elDraft
| Ronda | Puesto | Jugador       | Posición  | Nacionalidad   | Universidad   |
| ----- | ------ | ------------- | --------- | -------------- | ------------- |
| 1     | 20     | Paul Grant    | Pívot     | Estados Unidos | Wisconsin     |
| 2     | 43     | Gordon Malone | Ala-Pívot | Estados Unidos | West Virginia |

## Temporada regular
| División Medio Oeste     | División Medio Oeste | División Medio Oeste | División Medio Oeste | División Medio Oeste | División Medio Oeste | División Medio Oeste | División Medio Oeste | División Medio Oeste |
| Equipo                   | G                    | P                    | %                    | PD                   | Casa                 | Fuera                | Div                  |                      |
| ------------------------ | -------------------- | -------------------- | -------------------- | -------------------- | -------------------- | -------------------- | -------------------- | -------------------- |
| z-Utah Jazz              | 62                   | 20                   | .756                 | –                    | 36–5                 | 26–15                | 22–2                 |                      |
| x-San Antonio Spurs      | 56                   | 26                   | .683                 | 6                    | 31–10                | 25–16                | 18–6                 |                      |
| x-Minnesota Timberwolves | 45                   | 37                   | .549                 | 17                   | 26–15                | 19–22                | 14–10                |                      |
| x-Houston Rockets        | 41                   | 41                   | .500                 | 21                   | 24–17                | 17–24                | 14–10                |                      |
| Dallas Mavericks         | 20                   | 62                   | .244                 | 42                   | 13–28                | 7–34                 | 9–15                 |                      |
| Vancouver Grizzlies      | 19                   | 63                   | .232                 | 43                   | 14–27                | 5–36                 | 4–20                 |                      |
| Denver Nuggets           | 11                   | 71                   | .134                 | 51                   | 9–32                 | 2–39                 | 3–21                 |                      |

## Playoffs

### Primera ronda
Seattle SuperSonics  vs. Minnesota Timberwolves
| Fecha       | Partido                                            | Ciudad      |
| ----------- | -------------------------------------------------- | ----------- |
| 24 de abril | Seattle SuperSonics 108, Minnesota Timberwolves 83 | Seattle     |
| 26 de abril | Seattle SuperSonics 93, Minnesota Timberwolves 98  | Seattle     |
| 28 de abril | Minnesota Timberwolves 98, Seattle SuperSonics 90  | Minneapolis |
| 30 de abril | Minnesota Timberwolves 88, Seattle SuperSonics 92  | Minneapolis |
| 2 de mayo   | Seattle SuperSonics 97, Minnesota Timberwolves 84  | Seattle     |
|             | Seattle SuperSonics gana las series 3-2            |             |

## Estadísticas

### Temporada regular
| Rk | Jugador          | Edad | Pos. | P  | PT | MP   | TC  | TCI  | %TC  | T3  | T3I | %T3  | TL  | TLI | %TL  | RO  | RD  | RT  | AS  | RB  | TAP | BP  | FP  | PTS  |
| -- | ---------------- | ---- | ---- | -- | -- | ---- | --- | ---- | ---- | --- | --- | ---- | --- | --- | ---- | --- | --- | --- | --- | --- | --- | --- | --- | ---- |
| 1  | Kevin Garnett    | 21   | PF   | 82 | 82 | 39.3 | 7.7 | 15.8 | .491 | 0.0 | 0.2 | .188 | 3.0 | 4.0 | .738 | 2.7 | 6.9 | 9.6 | 4.2 | 1.7 | 1.8 | 2.3 | 2.7 | 18.5 |
| 2  | Tom Gugliotta    | 28   | SF   | 41 | 41 | 38.6 | 7.8 | 15.5 | .502 | 0.0 | 0.4 | .118 | 4.5 | 5.4 | .821 | 2.6 | 6.1 | 8.7 | 4.1 | 1.5 | 0.5 | 2.7 | 2.5 | 20.1 |
| 3  | Stephon Marbury  | 20   | PG   | 82 | 81 | 38.0 | 6.3 | 15.1 | .415 | 1.2 | 3.7 | .313 | 4.0 | 5.5 | .731 | 0.7 | 2.1 | 2.8 | 8.6 | 1.3 | 0.1 | 3.1 | 2.7 | 17.7 |
| 4  | Anthony Peeler   | 28   | SG   | 30 | 24 | 33.0 | 5.2 | 11.6 | .445 | 1.6 | 3.5 | .453 | 1.1 | 1.4 | .780 | 1.0 | 2.4 | 3.4 | 3.8 | 1.7 | 0.2 | 1.5 | 2.7 | 13.0 |
| 5  | Sam Mitchell     | 34   | SF   | 81 | 33 | 27.6 | 4.6 | 9.9  | .464 | 0.2 | 0.5 | .349 | 3.0 | 3.6 | .832 | 1.5 | 3.3 | 4.8 | 1.3 | 0.8 | 0.3 | 0.8 | 2.5 | 12.3 |
| 6  | Chris Carr       | 23   | SG   | 51 | 40 | 22.8 | 3.7 | 8.9  | .420 | 0.8 | 2.5 | .315 | 1.6 | 1.9 | .848 | 0.8 | 2.2 | 3.0 | 1.7 | 0.3 | 0.2 | 1.4 | 2.5 | 9.9  |
| 7  | Terry Porter     | 34   | PG   | 82 | 8  | 21.8 | 3.2 | 7.0  | .449 | 1.1 | 2.8 | .395 | 2.0 | 2.4 | .856 | 0.5 | 1.6 | 2.0 | 3.3 | 0.8 | 0.2 | 1.3 | 1.3 | 9.5  |
| 8  | Cherokee Parks   | 25   | C    | 79 | 43 | 21.6 | 2.8 | 5.7  | .499 | 0.0 | 0.0 | .000 | 1.4 | 2.1 | .651 | 1.8 | 3.8 | 5.5 | 0.7 | 0.5 | 1.1 | 0.8 | 3.0 | 7.1  |
| 9  | Tom Hammonds     | 30   | PF   | 57 | 2  | 20.0 | 2.2 | 4.3  | .516 | 0.0 | 0.0 | .000 | 1.6 | 2.3 | .697 | 1.8 | 3.0 | 4.8 | 0.6 | 0.3 | 0.3 | 0.8 | 2.2 | 6.1  |
| 10 | Doug West        | 30   | SG   | 38 | 10 | 18.1 | 1.7 | 4.5  | .374 | 0.0 | 0.1 | .000 | 0.8 | 1.1 | .725 | 0.6 | 1.6 | 2.2 | 1.2 | 0.3 | 0.1 | 0.6 | 2.6 | 4.1  |
| 11 | Stanley Roberts  | 27   | C    | 74 | 44 | 17.9 | 2.6 | 5.2  | .495 | 0.0 | 0.0 |      | 1.0 | 2.1 | .481 | 1.5 | 3.4 | 4.9 | 0.4 | 0.3 | 1.0 | 0.9 | 3.1 | 6.2  |
| 12 | Bill Curley      | 25   | PF   | 11 | 1  | 13.3 | 1.5 | 3.0  | .485 | 0.0 | 0.1 | .000 | 0.2 | 0.3 | .667 | 1.0 | 1.5 | 2.5 | 0.4 | 0.3 | 0.1 | 0.3 | 2.5 | 3.1  |
| 13 | Reggie Jordan    | 30   | SG   | 57 | 1  | 8.5  | 0.9 | 2.0  | .478 | 0.0 | 0.0 | .000 | 0.7 | 1.3 | .569 | 1.0 | 0.7 | 1.7 | 0.9 | 0.6 | 0.2 | 0.5 | 1.1 | 2.6  |
| 14 | Micheal Williams | 31   | PG   | 25 | 0  | 6.4  | 0.6 | 1.9  | .333 | 0.0 | 0.2 | .000 | 1.3 | 1.3 | .970 | 0.1 | 0.5 | 0.6 | 1.3 | 0.4 | 0.1 | 0.6 | 1.0 | 2.6  |
| 15 | Clifford Rozier  | 25   | C    | 6  | 0  | 5.0  | 0.5 | 1.0  | .500 | 0.0 | 0.0 |      | 0.0 | 0.2 | .000 | 0.5 | 0.5 | 1.0 | 0.0 | 0.0 | 0.0 | 0.7 | 1.2 | 1.0  |
| 16 | DeJuan Wheat     | 24   | PG   | 34 | 0  | 4.4  | 0.6 | 1.5  | .400 | 0.2 | 0.5 | .471 | 0.3 | 0.4 | .600 | 0.1 | 0.2 | 0.3 | 0.7 | 0.2 | 0.0 | 0.3 | 0.4 | 1.7  |

### Playoffs
| Rk | Jugador          | Edad | Pos. | P | PT | MP   | TC  | TCI  | %TC  | T3  | T3I | %T3   | TL  | TLI | %TL   | RO  | RD  | RT  | AS  | RB  | TAP | BP  | FP  | PTS  |
| -- | ---------------- | ---- | ---- | - | -- | ---- | --- | ---- | ---- | --- | --- | ----- | --- | --- | ----- | --- | --- | --- | --- | --- | --- | --- | --- | ---- |
| 1  | Anthony Peeler   | 28   | SG   | 5 | 5  | 42.6 | 6.2 | 15.4 | .403 | 3.0 | 6.2 | .484  | 0.8 | 0.8 | 1.000 | 3.2 | 4.4 | 7.6 | 3.6 | 2.0 | 0.6 | 1.6 | 3.0 | 16.2 |
| 2  | Stephon Marbury  | 20   | PG   | 5 | 5  | 41.8 | 4.4 | 14.4 | .306 | 1.4 | 5.0 | .280  | 3.6 | 4.6 | .783  | 1.0 | 2.2 | 3.2 | 7.6 | 2.4 | 0.0 | 3.6 | 3.2 | 13.8 |
| 3  | Kevin Garnett    | 21   | PF   | 5 | 5  | 38.8 | 7.2 | 15.0 | .480 | 0.0 | 0.0 |       | 1.4 | 1.8 | .778  | 3.4 | 6.2 | 9.6 | 4.0 | 0.8 | 2.4 | 4.4 | 3.4 | 15.8 |
| 4  | Terry Porter     | 34   | PG   | 5 | 4  | 37.6 | 5.4 | 12.6 | .429 | 2.0 | 5.0 | .400  | 3.0 | 3.6 | .833  | 1.4 | 3.6 | 5.0 | 3.2 | 1.0 | 0.0 | 0.8 | 2.0 | 15.8 |
| 5  | Sam Mitchell     | 34   | SF   | 5 | 5  | 35.4 | 5.2 | 11.6 | .448 | 0.6 | 2.8 | .214  | 3.4 | 3.8 | .895  | 1.4 | 4.0 | 5.4 | 1.6 | 0.2 | 0.2 | 1.0 | 3.6 | 14.4 |
| 6  | Tom Hammonds     | 30   | PF   | 5 | 1  | 22.6 | 2.4 | 5.6  | .429 | 0.0 | 0.0 |       | 2.4 | 3.2 | .750  | 2.0 | 2.4 | 4.4 | 0.4 | 0.0 | 0.2 | 0.8 | 3.6 | 7.2  |
| 7  | Reggie Jordan    | 30   | SG   | 2 | 0  | 14.5 | 2.5 | 4.0  | .625 | 0.5 | 0.5 | 1.000 | 0.5 | 1.0 | .500  | 1.5 | 3.0 | 4.5 | 1.5 | 0.5 | 0.0 | 0.0 | 2.5 | 6.0  |
| 8  | Micheal Williams | 31   | PG   | 4 | 0  | 14.5 | 1.5 | 3.8  | .400 | 0.3 | 0.5 | .500  | 1.8 | 2.3 | .778  | 0.5 | 1.8 | 2.3 | 2.8 | 0.8 | 0.3 | 0.8 | 3.5 | 5.0  |
| 9  | Stanley Roberts  | 27   | C    | 1 | 0  | 8.0  | 0.0 | 1.0  | .000 | 0.0 | 0.0 |       | 1.0 | 2.0 | .500  | 1.0 | 1.0 | 2.0 | 0.0 | 0.0 | 0.0 | 1.0 | 0.0 | 1.0  |
| 10 | Bill Curley      | 25   | PF   | 2 | 0  | 3.5  | 0.0 | 0.0  |      | 0.0 | 0.0 |       | 0.0 | 0.0 |       | 0.0 | 0.0 | 0.0 | 0.0 | 0.0 | 0.0 | 0.0 | 0.0 | 0.0  |
| 11 | DeJuan Wheat     | 24   | PG   | 1 | 0  | 3.0  | 1.0 | 2.0  | .500 | 0.0 | 0.0 |       | 0.0 | 0.0 |       | 0.0 | 1.0 | 1.0 | 0.0 | 1.0 | 0.0 | 0.0 | 0.0 | 2.0  |
| 12 | Cherokee Parks   | 25   | C    | 1 | 0  | 1.0  | 0.0 | 0.0  |      | 0.0 | 0.0 |       | 0.0 | 0.0 |       | 0.0 | 0.0 | 0.0 | 0.0 | 0.0 | 0.0 | 0.0 | 0.0 | 0.0  |

## Galardones y récords
| Jugador       | Galardón |
| Kevin Garnett | All-Star |